# 음바예 디아뉴
음바예 디아뉴(프랑스어: Mbaye Diagne, 1991년 10월 28일 ~ )는 세네갈의 축구 선수로 포지션은 스트라이커다. 현재 사우디아라비아 1부 리그의 알카디시아에서 활약하고 있다.

## 선수 생활

### 유소년 생활
음바예 디아뉴는 세네갈에서 태어났으며, 축구는 이탈리아에서 배워 성장하였다. 2010년 브란디쪼에서 시작하였고, 이 곳에서 30경기에 출장하여 27골을 기록하였다. 2012년 세리에 D 소속 AC 브라로 이적하였고, 29경기에 출장하여 23골을 기록하였다.

### 유벤투스

#### 아작시오 / 리르서 (임대)
2013년 음바예 디아뉴는 세리에 A의 챔피언 유벤투스 FC로 이적하였다. 그러나 곧바로 프랑스의 AC 아작시오로 임대를 떠났는데, 그는 이 곳에서도 데뷔전을 갖지 못하였다. 2014년 겨울에는 벨기에의 리르서 SK로 임대를 떠났으며, 1월 31일 RSC 안데를레흐트를 상대로 데뷔전과 동시에 데뷔골을 기록하였다. 2월 8일 RAEC 몽스를 상대로 해트트릭을 달성하였다.

#### 알샤바브 (임대)
2014년 8월 2일 디아뉴는 사우디 프로리그 소속 알샤바브로 1년간 임대되었다. 8월 7일 사우디 슈퍼컵에서 알나스르를 상대로 후반전에 교체 투입되어 데뷔전을 가졌으며, 이 날 페널티킥을 실축하였다.

### 톈진 테다
2016년 2월 6일 음바예 디아뉴는 중국 슈퍼리그의 톈진 테다로 이적하였다.